# Modernisation des forces armées de la fédération de Russie
La réforme des Forces armées de la fédération de Russie (années 2008-2020) est un ensemble de réformes modifiant la structure, la composition et les effectifs des Forces armées de la fédération de Russie, annoncées le 14 octobre 2008 en séance fermée du collège militaire du ministère de la Défense russe. 
La réforme est divisée en trois étapes :
- Première étape : 2008-2011
- Deuxième étape : 2012-2015
- Troisième étape : 2016-2020

## Première étape (2008-2011)
- La première étape est constituée de mesures concernant l’organisation de l’état-major :
  1. Optimisation des effectifs
  2. Optimisation du commandement
  3. Réforme de l’instruction / enseignement militaire

### Optimisation des effectifs
La réduction des effectifs est une part importante de la réforme. En 2008, ils étaient d’1,2 million de personnels. La plus grande partie des réductions a concerné les corps d’officiers, qui sont passés de plus de 365 000 hommes à 142 000 au 1er janvier 2012, soit une diminution de 61%, à quoi s’ajoute la disparition complète de 2 corps de sous-officiers.
Les réductions ayant été menées plus vite que prévu, environ 70 000 officiers ont été ensuite réinstaurés.
En 2014, les effectifs des forces armées de la Fédération de Russie étaient d'environ 850 000 au total :
- 250 000 personnels des forces terrestres
- 35 000 personnels des forces aéroportées
- 130 000 personnels des forces navales
- 150 000 personnels de l’armée de l’air
- 80 000 personnels des forces nucléaires stratégiques
- 200 000 personnels de commandement et logistique.

#### Problèmes
L'optimisation s'est avérée relativement infructueuse. Les actions visant à optimiser le commandement ont entraîné des problèmes insolubles dans les troupes et les forces armées : la partie professionnelle du personnel de commandement subalterne de l'armée, de l'aviation et de la marine a été pratiquement détruite. Les experts ont reconnu que le programme de création d'une alternative aux enseignes — l'institut des sergents a complètement échoué. Environ 80% des sous-traitants ne voulaient pas conclure de contrats pour la période suivante. Il a donc été prévu que 55 000 enseignes retourneraient au service dans les unités militaires.    
À la fin de 2017, selon les plans de construction militaire affinés, les forces armées russes auront 220 000 officiers, environ 50 000 adjudants-chefs et maîtres principaux, 425 000 contractuels et environ 300 000 appelés.  

### Optimisation du commandement
L'un des principaux axes de la réforme est le passage d'un système de gestion à quatre niveaux : « District militaire — armée — division — régiment » à un système à trois niveaux : « District militaire — armée — brigade ».  
Après la réorganisation, le nombre de districts militaires a été réduit à quatre, plus le Commandement stratégique unifié « Nord » a été isolé dans une formation distincte :
- Commandement stratégique combiné "Nord" - comprend la flotte du Nord et l'ensemble des forces déployées dans l'Arctique ;
- District militaire ouest - comprend les anciens districts militaires de Moscou et de Leningrad et la flotte de la Baltique ; quartier général : Saint-Pétersbourg ;
- District militaire sud - comprend l'ancien district militaire du Caucase du Nord, la flotte de la mer Noire et la flottille de la Caspienne ; quartier général : Rostov-sur-le-Don ;
- District militaire central - comprend l'ancienne région militaire de la Volga-Oural et la partie occidentale de l'ancienne région militaire de Sibérie ; quartier général : Ekaterinbourg ;

- District militaire est - comprend l'ancienne partie extrême-orientale et trans-Baïkal de l'ancienne région militaire sibérienne, la flotte du Pacifique ; quartier général : Khabarovsk.

Après la réforme administrative militaire, toutes les troupes sur le territoire de chaque région militaire sont subordonnées à un commandant unique, qui est personnellement responsable de la sécurité dans la région. L'association unifiée, sous la direction du commandant des troupes de la région militaire, des forces interarmes, des flottes, des commandements de la force aérienne et de défense aérienne, a permis d'augmenter qualitativement les capacités de combat de nouveaux districts militaires grâce à la réduction du temps de réaction dans les situations de crise et la croissance de leur puissance de choc combinée.  
Dans les directions stratégiques, des groupes composées de troupes autonomes interarmes ont été créés, unis sous un commandement unique, basés sur des formations et des unités militaires placées en état d'alerte constant et capables de se mettre au plus haut degré de préparation au combat le plus rapidement possible.  
À la fin de l'année 2013, les quatre nouvelles régions militaires ont formé des commandants de réserve.  

#### Réorganisation de l'armée de l'air
Dans l'armée de l'air en 2008, la transition vers la formation d'une nouvelle structure a commencé. La transition vers une structure à quatre niveaux a été réalisée: « commandement — base aérienne — groupe aérien — escadron ». Les commandements de l'armée de l'air et de la défense aérienne ont été formés, regroupant l'armée de l'air et la défense aérienne :  
- 1er commandement de la Bannière Rouge de Leningrad de l'armée de l'air et de la défense aérienne « Ouest » ;
- 2ème commandement de l'armée de l'air et de la défense aérienne « Centre » ;
- 3ème commandement de la Bannière Rouge de l'armée de l'air et de la défense aérienne « Est » ;
- 4ème commandement de la Bannière Rouge de l'armée de l'air et de la défense aérienne « Sud ».

Ils sont rattachés aux commandements opérationnels et stratégiques nouvellement créés. En 2009-2010, la transition vers un système de gestion des forces aériennes à deux niveaux (brigade-régiment/base-escadron) a été réalisée. En conséquence, le nombre total d'unités de l'armée de l'air a été réduit de 8 à 6, toutes les unités de défense aérienne (4 corps et 7 divisions de défense aérienne) ont été reformées en 11 brigades de défense aérospatiale.  
Fin 2009, 52 bases aériennes ont été formées sur les bases d'anciens régiments d'aviation, de divisions aériennes et de compagnies aériennes. Chaque base aérienne a combiné les structures des régiments dissous et des unités auxiliaires de soutien à l'aérodrome. Cela a réduit les structures de gestion au sein de chaque base aérienne.   
Les bases aériennes étaient classées en trois catégories : la catégorie 1 au niveau de la division de l'aviation, la catégorie 2 au niveau du régiment aérien, la catégorie 3 au niveau de l'escadron. Fin 2010, il restait huit bases aériennes de catégorie 1 et sept de catégorie 2 dans l'armée de l'air. En outre, en 2010 a commencé la création de superbases aériennes comprenant des groupes d'aviation. Il était prévu de garder 10 superbases et 27 aérodromes (à l'exclusion des aérodromes de l'aviation militaire).   
L'aviation de l'armée est reconstruite sur le modèle de la base aérienne de la catégorie 2. Pour 2011, 8 bases de l'aviation militaire ont été créées. Sur chaque base, il y a environ 60 unités d'hélicoptères.  
En 2009, sur la base des anciennes divisions et corps de défense aérienne dissous, 13 brigades de défense aérospatiale ont été créées, combinant des escadrons de contrôle et défense antiaériens. Toutes les brigades faisaient partie des commandants de l'armée de l'air et de la défense aérienne et du commandement stratégique sont unifiés dans le commandement de la défense aérospatiale.  
Le rôle du Commandement en chef de l'armée de l'air a considérablement diminué après le transfert de la subordination de l'aviation tactique aux quatre nouvelles régions militaires. Il gère désormais 5 tâches secondaires (formation, commande de nouveaux équipements, appui aux missions de maintien de la paix). Le nombre de commandants en chef de l'armée de l'air est passé de 1500 à 150-170 officiers environ.
En 2009, la 37e armée de l'air du Haut Commandement suprême (désignation stratégique) est devenue le Commandement de l'aviation à longue portée, la 61e armée de l'air est devenue le Commandement de l'aviation de transport militaire et le Commandement des forces spéciales de l'armée de l'air et le 1er corps spécial de défense aérienne, responsable de la défense antimissile, est devenu le commandement Opérationnel et stratégique de la défense aérospatiale. Les régiments d'aviation et les divisions d'aviation ont été reformés en bases aériennes des classes 1 et 2.  
Au cours de la transformation, il était prévu de dissoudre la 2e division de fusiliers motorisés de la Garde Tamanskaya, la 4e division blindée de la Garde Kantemirovskaya, la 106e division aéroportée de la Garde et la 98e division aéroportée de la Garde Svirskaya. La décision de dissoudre la 106e division aéroportée de la Garde a été annulée plus tard, la décision de dissoudre la 98e division aéroportée de la Garde n'a jamais été prise.

##### Médecine militaire
Il était prévu de supprimer :
- Institut d'État pour l'amélioration des médecins du ministère russe de la Défense
- 66 hôpitaux militaires
- 83 polycliniques militaires
- 17 infirmeries
- 5 sanatoriums militaires et maisons de repos
- 64 bases de stockage de matériel militaire.

En 2010-2011, les instituts médicaux militaires de Samara, Saratov et Tomsk ont été dissous. Le nombre de médecins-officiers devait être réduit de 7 967 à 2 200.

### Réforme de l'enseignement militaire
À partir des 15 académies militaires, 46 instituts et écoles militaires et 4 universités militaires, il était prévu de créer 10 centres scientifiques. En particulier, il était prévu de dissoudre l'Académie de défense aérospatiale G. K. Joukov.

### Création des troupes aérospatiales
Le 1er décembre 2011 sur décision du président russe Dmitri Medvedev a été créé un nouveau corps d'armée, les Troupes aérospatiales, sur la base des troupes spatiales et des troupes du commandement stratégique opérationnel de la défense aérospatiale de l'armée de l'air. Le commandement spatial, le Commandement de la défense antiaérienne et antimissile et le cosmodrome de Plesetsk font partie des Troupes aérospatiales.
Le 1er avril 2011, l'aviation des Troupes des missiles stratégiques (RVSN) a été incluse dans l'armée de l'air de la Fédération de Russie.  

### Résultats de la première phase
La première phase de la réforme, selon la haute direction de l’État, a atteint ses objectifs, selon le ministre de la Défense en 2010 Anatoli Serdioukov.  
Les résultats obtenus étaient :  
- nouveau système de planification militaire, mise à jour des systèmes de formation et de soutien des troupes ;
- nouvelle structure à trois niveaux de gestion opérationnelle des troupes et des flottes a été créée ;
- mise en commun des forces et des moyens sous un commandement unique et augmentation des capacités de combat et du potentiel de l'armée.

Le 6 novembre 2012, le ministre de la Défense Anatoli Serdioukov a démissionné, après avoir mis en œuvre ces changements radicaux, qui ont été très impopulaires. Son nom a été associé à un scandale de corruption au ministère de la Défense.

## Deuxième étape
Cette étape comprend la résolution de problèmes sociaux :
- Augmentation de l'indemnité;
- Fourniture de logements permanents et de services;
- Formation professionnelle et perfectionnement des militaires.

### Augmentation de l'indemnité
Depuis le 1er janvier 2012, l'indemnité de subsistance des militaires a été augmentée de 2,5 à 3 fois, les pensions militaires ont augmenté. Le 7 novembre 2011, le président Dmitri Medvedev a signé la Loi « sur l'allocation monétaire des militaires et leur octroi de paiements séparés ». La loi a modifié le système de calcul de l'indemnité, supprimé les paiements et indemnités supplémentaires qui existaient auparavant et introduit de nouveaux.
La solde de chaque soldat se compose d'un salaire de poste militaire et de primes et indemnités de couverture de frais supplémentaires.
Les indemnités supplémentaires suivantes sont versées au militaire qui effectue son service militaire de conscription :
- prime mensuelle de qualifications de classe (catégorie de qualification, classe de qualification) ;
- indemnité mensuelle de conditions spéciales de service militaire ;
- prime mensuelle de tâches directement liées aux risques pour la vie et la santé en temps de paix ;
- prime mensuelle de travail avec des informations constituant des secrets d'Etat.

Les indemnités supplémentaires suivantes sont versées aux militaires sous contrat :
- prime mensuelle d'ancienneté ;
- prime mensuelle de qualifications de classe (catégorie de qualification, classe de qualification) ;
- prime mensuelle de travail avec des informations constituant des secrets d'état ;
- indemnité mensuelle de conditions spéciales de service militaire ;
- prime mensuelle de tâches directement liées aux risques pour la vie et la santé en temps de paix ;
- prime mensuelle de  réalisations spéciales ;
- la prime de bonne foi et de performance au travail ;
- aide matérielle annuelle ;
- augmentation des coefficients ou des indemnités pour les militaires effectuant leur service militaire dans des formations militaires stationnées en dehors du territoire de la Fédération de Russie, ainsi que pour les militaires effectuant des tâches dans des conditions d'état d'urgence, dans des conflits armés, participant à des opérations antiterroristes et assurant l'ordre public et la sécurité publique dans certains territoires de la Fédération de Russie ;
- augmentation des coefficients ou des indemnités pour les militaires en reconversion militaire d'un contrat de service dans les régions de l'Extrême-Nord et régions assimilées, ainsi que dans d'autres régions climatiques défavorables ou de conditions environnementales, y compris dans les zones reculées, les zones montagneuses, désertiques et régions arides.

Les montants spécifiques des salaires sont fixés par le Décret du Gouvernement de la Fédération de Russie du 5 décembre 2011 № 992 « sur l'établissement des salaires du contenu monétaire des militaires effectuant leur service militaire sous contrat ». Le montant des paiements indemnitaires est fixé par la loi fédérale du 7 novembre 2011 № 306-FZ « Sur l'allocation monétaire des militaires et leur fourniture de paiements distincts ».

#### Fourniture de logements
Selon le plan du ministère de la défense, l'élimination de la file d'attente et la transition vers la fourniture de logements aux militaires l'année de la reconnaissance de leurs besoins devaient se produire d'ici l'année 2013. Mais ces plans n'ont pas été mis en œuvre. À cet égard, le département militaire a décidé de fournir une indemnité exceptionnelle au lieu d'un logement aux personnels figurant sur les listes d'attente. Selon le ministère de la défense, du 16 avril 2010 au 18 août 2017, 478 100 militaires ont reçu des logements officiels et permanents.

#### Formation professionnelle et amélioration des qualifications des militaires
À partir de janvier 2012, tous les membres du service contractuel sont tenus de suivre des cours intensifs de formation interarmées dans des centres de formation spécialement créés, appelés « cours de survie ». Au cours des six premiers mois de 2012, plus de 65 000 soldats sous contrat ont été formés dans le Sud-Est. Environ 1000 personnels n'ont pas achevé la formation.
À partir de 2013, tous ceux qui sont entrés dans le service militaire en vertu d'un contrat parmi les citoyens en réserve doivent suivre un programme de formation intensive au combat dans un délai de quatre semaines.
La reconversion des officiers a lieu dans des centres spécialisés lors de leur nomination.

#### Modifications de la structure
En octobre 2013, les trois brigades d'assaut aérien (31e, 56e, 83e) ont été retirées des forces terrestres et transférées aux forces aéroportées.
Le 1er décembre 2014, la reformation des brigades de défense aérospatiale dans la division de la défense aérienne est terminée.
En 2015, le commandement de l'armée de l'air et de la défense aérienne est reformé dans l'armée de l'air et de la défense aérienne. La reformation des bases aériennes en divisions, brigades et régiments d'aviation a commencé.
Le 1er août 2015, conformément à un décret présidentiel, ont été créées les forces aérospatiales (VKS). Elles réunissent l'armée de l'air, les forces spatiales, les forces de défense antiaérienne et antimissile. Le centre de gravité a ainsi été déplacé dans le domaine aérospatial, répondant aux enjeux actuels de sécurité.
Depuis 2014, des brigades de l'aviation de l'armée et des régiments d'hélicoptères ont été formés sur la base des anciennes bases aériennes de l'aviation de l'armée.

## Troisième étape
Le projet annoncé en 2008 par le chef d'état-major général des forces armées russes, le général d'armée Nikolaï Makarov, était d'avoir renouvelé l'ensemble des équipements des forces armées russes d'ici 2020.
Le président russe Vladimir Poutine, de son côté, a exigé que d'ici 2020 au moins 70% de l'armement soit renouvelé. Les forces nucléaires stratégiques devaient être prioritaires dans le développement, comme les forces aérospatiales et la marine. 

### Réserve de mobilisation
En 2018, le ministère de la Défense a mis en place un système de réserve de mobilisation à part entière. Dans ce système les soldats et les officiers de réserve concluent avec le ministère de la Défense  un contrat de service dans la réserve et sont tenus d'assister à plusieurs entraînements chaque année, ainsi qu'à des cours spéciaux chaque mois. Le contrat prévoit des paiements et des indemnités. Pendant les entraînements, le réserviste reçoit un salaire complet, plus une indemnité versée chaque mois.
Le réserviste est assigné à une unité militaire existante ou à un centre de mobilisation où il suit les entraînements annuels et les cours mensuels. Les centres eux-mêmes ont été installés sur les bases de stockage et de réparation de matériel militaire. Auparavant, les bases de stockage et de réparation de matériel militaire ne comptaient pas plus de 10 personnels, maintenant elles sont devenues des centres de mobilisation auxquels sont rattachés les réservistes. Comme la base de stockage et de réparation de matériel militaire, le centre de mobilisation est capable de constituer une formation militaire à part entière lors de la mobilisation.
Le centre de mobilisation est censé posséder des installations de stockage pour les machines, des lieux de réparation de matériel et des casernes.
Les travaux dans cette direction ont commencé avec le décret présidentiel « sur la création de la réserve humaine de mobilisation des forces armées de la Russie » en 2015.

### Ensembles de production et de logistique
En 2016, les travaux ont commencé sur la création de 24 ensembles de production et de logistique (PLK) dont la livraison a été prévue pour 2020. Ces ensembles ont été conçus pour remplacer les 330 entrepôts et bases de stockage de l'armée, réduisant ainsi les dépenses du ministère de la Défense de 29,4 milliards à 14,8 milliards de roubles. Les ensembles de production et de logistique stockent le carburant et le matériel du ministère de la défense. L'ensemble de production et de logistique "Nara", par exemple, stocke 220 000 tonnes de matériel et environ 4 700 unités d'armement et d'équipements spéciaux. L'effectif d'un ensemble de production et de logistique est de 1 200 personnes.
La construction et la gestion des ensembles de production et de logistique sont réalisées dans le cadre de partenariats entre le ministère de la Défense et le secteur privé. Attirer des investisseurs privés a permis au ministère de la Défense d'économiser 40% des fonds. La part du projet financé dans chaque ensemble de production et de logistique est de 1 milliard à 20 milliards de roubles, et le prêt lui-même est couvert à 25% par la garantie de l’État. La garantie de l’État est accordée pour une période de 3 à 20 ans pour la mise en œuvre de l'ensemble du projet d'investissement.

### Modifications organisationnelles
Conformément à l'expérience positive acquise dans la 58e armée interarmes, des bataillons de guerre électronique distincts ont été introduits dans chaque armée interarmes. À partir de la seconde moitié de 2018, des bataillons séparés de guerre électronique équipés des systèmes de guerre électronique « Divnomorye » et « Leer-3 » ont été créés.
Afin de corriger les erreurs commises dans la réforme du système de soutien technique durant les années 2000, des régiments de réparation et d'évacuation séparés et des bases de missiles techniques subordonnés à chaque district ont été formés à partir de 2016 afin de créer des ensembles de forces et de moyens de soutien technique pour chaque district. Contrairement aux bases lourdes et difficiles à gérer de l'armée, et aux bases de réparation et de reconstruction de première ligne, dont la composition est réduite et encadrée, le régiment de réparation et d'évacuation est conçu pour être une partie mobile de l'état de préparation au combat permanent. Son utilisation en temps de paix vise à augmenter le niveau de formation nécessaire du personnel pour les actions pendant une période spéciale.
Depuis le 1er décembre 2016, des régiments séparés, des bataillons et des compagnies de tracteurs à roues lourdes multiaxes (MTKT) équipés de tracteurs KAMAZ-65225, Ural-63704 avec des remorques ChMZAP-9990 ont commencé à être formés. Les régiments MTKT sont rattachés à chaque district, les compagnies sont rattachées aux armées. Chaque compagnie MTKT est équipée de 30 tracteurs et le régiment comprend plus de 600 unités de KAMAZ-65225 ou Ural-63704,.
La création de brigades de missiles antiaériens mobiles au sein des forces aérospatiales a été lancée. Contrairement à la défense aérienne conventionnelle, ces brigades sont conçues pour se déplacer rapidement dans le pays et fournir une défense antiaérienne sur le terrain pertinent, économisant ainsi des fonds en éliminant la nécessité de former des unités de défense antiaérienne pour protéger tous les objectifs simultanément. La première brigade de ce nouveau type était la 24e brigade de missiles antiaériens mobiles dans le district militaire central, qui est entrée en service le 1er juillet 2017. La brigade est équipée d'un système de défense aérienne S-300PS/S-400, d'un radar « Nebo-M » et d'un système de défense aérienne « Pantsir-S »,.